# Festival de Cinema Latino-Americano de Toulouse

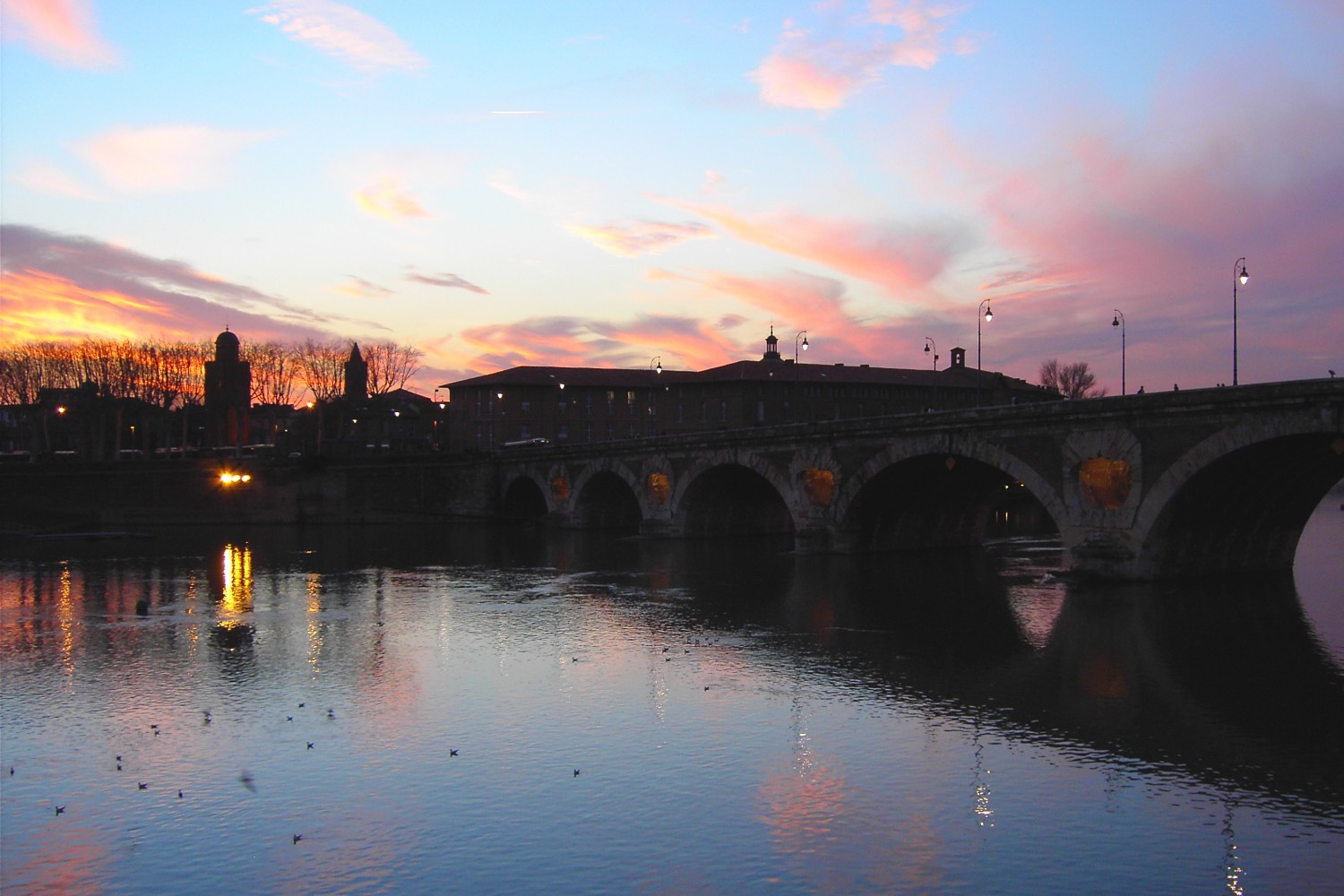
Toulouse, cidade de Francia onde se realiza o Festival de Cinema Latino-americano.

O Festival de Cinema Latino-americano de Toulouse (orig. Rencontres Cinémas d'Amérique Latine de Toulouse) é um festival dedicado ao cinema latino-americano, que se realiza anualmente na cidade de Toulouse (França), desde 1989.
Seu premio principal é o Grande Prêmio "Coup de Cœur" (traduzível literalmente como "golpe de coração", mas que se trata de uma expressão francesa relacionada com a comoção que produz uma obra esquisita, similar ao "o pé de galinha", em português).

## Prêmios "Coup de Cœur"
As seguentes son todas os filmes ganhadoras da Coup de Cœur desde 1998:
| Premios Coup de Cœur a la Mejor Película \| Ano \| Filme \| Diretor \| País \| \| ---- \| ------------------------------------------------ \| ------------------------------- \| --------- \| \| 2017 \| Los Nadie (2015) \| Juan Sebastián Mesa \| Colômbia \| \| 2016 \| Siembra (2015) \| Ángela Osorio e Santiago Lozano \| Colômbia \| \| 2015 \| Ausência (2014) \| Chico Teixeira \| Brasil \| \| 2014 \| O Homem das Multidões (2013) \| Marcelo Gomes e Cao Guimarães \| Brasil \| \| 2013 \| Polvo (2012) \| Julio Hernández Cordón \| Guatemala \| \| 2012 \| Los Ultimos Cristeros (2011) \| Matías Meyer \| México \| \| 2011 \| Las Marimbas del Infierno (2010) \| Julio Hernández Cordón \| Guatemala \| \| 2010 \| Viajo Porque Preciso, Volto Porque te Amo (2009) \| Karim Aïnouz e Marcelo Gomes \| Brasil \| \| 2009 \| Impulso (2009) \| Mateo Herrera \| Equador \| \| 2008 \| Cochochi (2007) \| Laura Guzmán e Israel Cárdenas \| México \| \| 2007 \| Familia Tortuga (2006) \| Rubén Imaz Castro \| México \| \| 2006 \| La Sagrada Familia (2005) \| Sebastián Campos \| Chile \| \| 2005 \| Sumas y Restas (2004) \| Víctor Gaviria \| Colômbia \| \| 2004 \| Buena Vida Delivery \| Leonardo Di Cesare \| Argentina \| \| 2003 \| Amarelo Manga \| Cláudio Assis \| Brasil \| \| 2002 \| Domésticas \| Fernando Meirelles Nando Olival \| Brasil \| \| 2001 \| La Ciénaga \| Lucrecia Martel \| Argentina \| \| 2000 \| Mundo Grúa \| Pablo Trapero \| Argentina \| \| 1999 \| La Sonámbula \| Fernando Spiner \| Argentina \| \| 1998 \| Pizza, Birra y Faso \| Bruno Stagnaro Adrián Caetano \| Argentina \| |                                                  |                                 |           |
| Ano | Filme                                            | Diretor                         | País      |
| 2017 | Los Nadie (2015)                                 | Juan Sebastián Mesa             | Colômbia  |
| 2016 | Siembra (2015)                                   | Ángela Osorio e Santiago Lozano | Colômbia  |
| 2015 | Ausência (2014)                                  | Chico Teixeira                  | Brasil    |
| 2014 | O Homem das Multidões (2013)                     | Marcelo Gomes e Cao Guimarães   | Brasil    |
| 2013 | Polvo (2012)                                     | Julio Hernández Cordón          | Guatemala |
| 2012 | Los Ultimos Cristeros (2011)                     | Matías Meyer                    | México    |
| 2011 | Las Marimbas del Infierno (2010)                 | Julio Hernández Cordón          | Guatemala |
| 2010 | Viajo Porque Preciso, Volto Porque te Amo (2009) | Karim Aïnouz e Marcelo Gomes    | Brasil    |
| 2009 | Impulso (2009)                                   | Mateo Herrera                   | Equador   |
| 2008 | Cochochi (2007)                                  | Laura Guzmán e Israel Cárdenas  | México    |
| 2007 | Familia Tortuga (2006)                           | Rubén Imaz Castro               | México    |
| 2006 | La Sagrada Familia (2005)                        | Sebastián Campos                | Chile     |
| 2005 | Sumas y Restas (2004)                            | Víctor Gaviria                  | Colômbia  |
| 2004 | Buena Vida Delivery                              | Leonardo Di Cesare              | Argentina |
| 2003 | Amarelo Manga                                    | Cláudio Assis                   | Brasil    |
| 2002 | Domésticas                                       | Fernando Meirelles Nando Olival | Brasil    |
| 2001 | La Ciénaga                                       | Lucrecia Martel                 | Argentina |
| 2000 | Mundo Grúa                                       | Pablo Trapero                   | Argentina |
| 1999 | La Sonámbula                                     | Fernando Spiner                 | Argentina |
| 1998 | Pizza, Birra y Faso                              | Bruno Stagnaro Adrián Caetano   | Argentina |